# Resolutie 1991 Veiligheidsraad Verenigde Naties
Resolutie 1991 van de Veiligheidsraad van de Verenigde Naties werd op 28 juni 2011 unaniem aangenomen door de VN-Veiligheidsraad en verlengde de MONUSCO-missie in Congo-Kinshasa met een jaar, tot 30 juni 2012.

## Achtergrond
In 1994 braken in de Democratische Republiek Congo etnische onlusten uit die onder meer werden veroorzaakt door de vluchtelingenstroom uit de buurlanden Rwanda en Burundi. In 1997 beëindigden rebellen de lange dictatuur van Mobutu en werd Kabila de nieuwe president. In 1998 escaleerde de burgeroorlog toen andere rebellen Kabila probeerden te verjagen. Zij zagen zich gesteund door Rwanda en Oeganda. Toen hij in 2001 omkwam bij een mislukte staatsgreep werd hij opgevolgd door zijn zoon Joseph Kabila. Onder buitenlandse druk werd afgesproken verkiezingen te houden die plaatsvonden in 2006 en gewonnen werden door Kabila. Intussen zijn nog steeds rebellen actief in het oosten van Congo en blijft de situatie er gespannen.

## Inhoud

### Waarnemingen
De Raad merkte op dat de globale veiligheid in Congo de laatste jaren verbeterd was, maar er waren nog steeds grote problemen met gewapende groepen en mensenrechtenschendingen in het oosten van het land.
De verbeterde regionale samenwerking inzake stabiliteit en economie in het Grote Merengebied werd geprezen en verder aangemoedigd.
Het was van belang dat de verkiezingen, die voor november 2011 gepland waren, tijdig, vreedzaam, geloofwaardig en transparant zouden verlopen.
De Veiligheidsraad veroordeelde ook de aanvallen op VN- en humanitair personeel en erkende de verliezen die de MONUSCO-missie reeds had geleden.

### Handelingen
Het mandaat van de missie werd met een jaar verlengd, tot 30 juni 2012.
De Veiligheidsraad bevestigde dat de bescherming van burgers prioriteit moest hebben, terwijl de Congolese overheid verantwoordelijk bleef voor hun veiligheid.
De configuratie van MONUSCO moest afhangen van de situatie op het terrein: de militaire operaties in het noordoosten, de versterkte capaciteiten van de overheid en de uitbreiding van het overheidsgezag.
Verder werd beslist dat MONUSCO lokale-, provinciale- en nationale verkiezingen moest ondersteunen waar gevraagd door de Congolese autoriteiten.
De missie zelf werd gevraagd om een reservemacht klaar te houden die snel ontplooid kon worden wanneer nodig.

## Verwante resoluties
- Resolutie 1925 Veiligheidsraad Verenigde Naties (2010)
- Resolutie 1952 Veiligheidsraad Verenigde Naties (2010)
- Resolutie 2021 Veiligheidsraad Verenigde Naties
- Resolutie 2053 Veiligheidsraad Verenigde Naties (2012)

Lijst ·  1967 ·  1968 ·  1969 ·  1970 ·  1971 ·  1972 ·  1973 ·  1974 ·  1975 ·  1976 ·  1977 ·  1978 ·  1979 ·  1980 ·  1981 ·  1982 ·  1983 ·  1984 ·  1985 ·  1986 ·  1987 ·  1988 ·  1989 ·  1990 ·  1991 ·  1992 ·  1993 ·  1994 ·  1995 ·  1996 ·  1997 ·  1998 ·  1999 ·  2000 ·  2001 ·  2002 ·  2003 ·  2004 ·  2005 ·  2006 ·  2007 ·  2008 ·  2009 ·  2010 ·  2011 ·  2012 ·  2013 ·  2014 ·  2015 ·  2016 ·  2017 ·  2018 ·  2019 ·  2020 ·  2021 ·  2022 ·  2023 ·  2024 ·  2025 ·  2026 ·  2027 ·  2028 ·  2029 ·  2030 ·  2031 ·  2032